# Eustrotia crassistriga
Eustrotia crassistriga là một loài bướm đêm trong họ Noctuidae.